# Католицизм в Индонезии

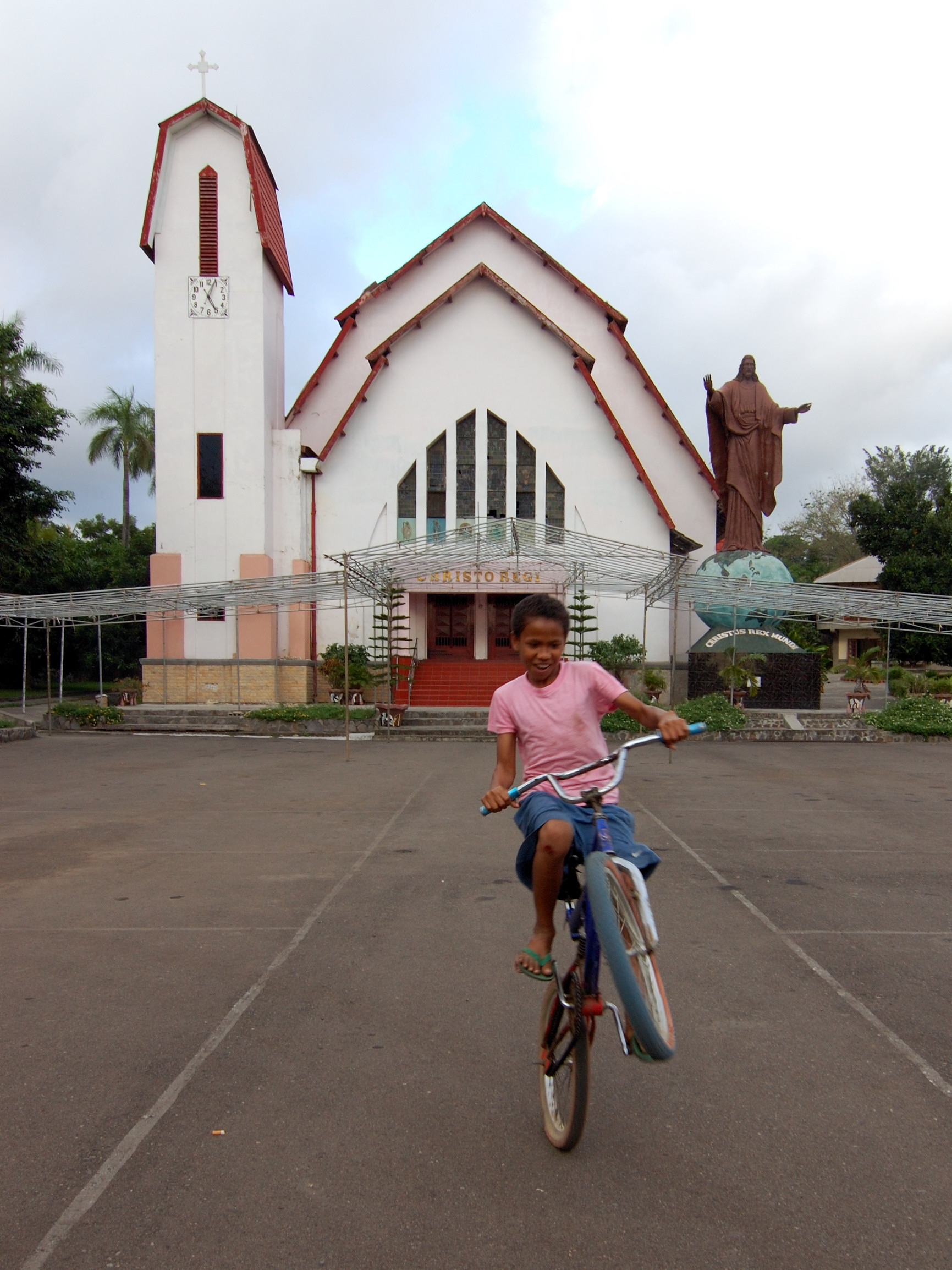
Собор Христа Царя, Энде

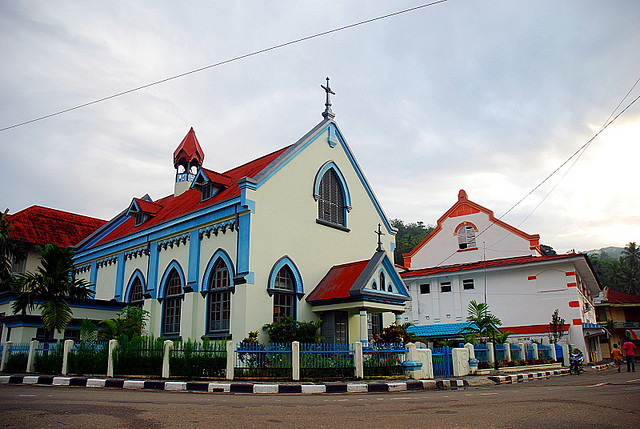
Католическая церковь

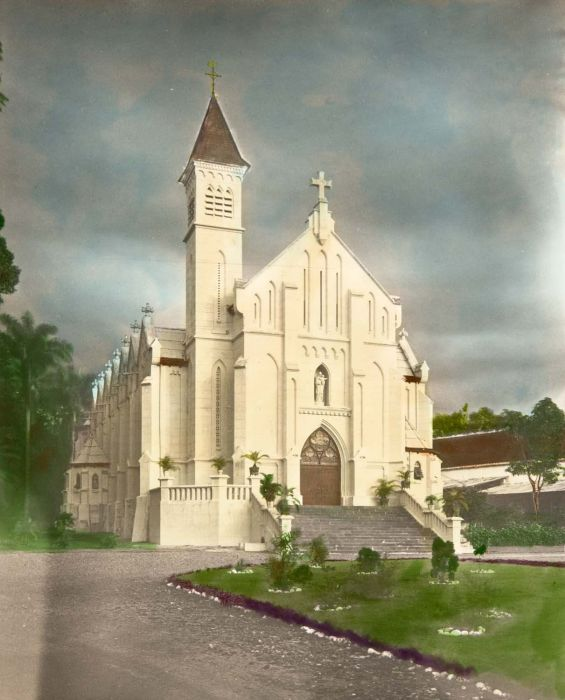
Собор Пресвятой Девы Марии, Богор

Католицизм в Индонезии или Католическая церковь в Индонезии является частью всемирной Католической церкви. Численность католиков в Индонезии составляет около  7000000 человек (около 3 % от общей численности населения). Католики составляют значительное большинство (около 90 % от общей численности населения) только на острове Флорес архипелага Малых Зондских островов.

## История
Первые католические миссионеры из монашеского ордена францисканцев прибыли на острова современной Индонезии в конце XIV века. В 1324 году на островах Суматра, Ява и Борнео занимался миссионерской деятельностью Одорик Порденонский. Эта деятельность францисканцев и Одорика Порденонского не принесли каких-либо значительных успехов. Обширная миссионерская деятельность Католической церкви началась при колонизации островов португальцами. В 1534 году католические миссионеры стали работать среди местного населения на Молуккских островах. В середине XVI века здесь проповедовал святой Франциск Ксаверий, который пробыл больше года. Во второй половине XVI века на Малые Зондские острова прибыли иезуиты, которые основали здесь несколько миссий. В это же время на Малые Зондские острова прибыли доминиканцы и на Суматру — кармелиты
В начале XVII века острова современной Индонезии стали колонией Голландии и деятельность Католической церкви была запрещена. Эта ситуация продолжалась до Французской революции, когда на Яве была образована Республика Батавии. В 1808 году на остров Ява прибыли католические миссионеры из Голландии и Святой Престол в этот год учредил первую католическую структуру апостольскую префектуру Батавии (сегодня — Архиепархия Джакарты).
С середины XIX и до 20-х годов XX века голландские колониальные власти препятствовали деятельности Католической церкви. В это время иезуиты, несмотря на притеснения, занимались миссионерской деятельностью. Значительную роль в иезуитской деятельности сыграл голландский иезуит Франс ван Лит, который стал основателем систему католического образования в Голландской Ост-Индии.
В 1940 году был рукоположён в епископа Альберт Сугияпраната, который стал первым индонезийским католическим иерархом. Альберт Сугияпраната имел личные связи с первым президентом Индонезии Сукарно и принимал активное политическое и гуманитарное участие в борьбе за независимость.
В 1961 году Римский папа Иоанн XXIII издал буллу Quod Christus, которой учредил 25 католических епархий в Индонезии.
7 декабря 1965 года Римский папа Павел VI издал бреве Quo firmiores, которым учредил апостольскую нунциатуру в Индонезии.
В октябре 1989 года Индонезию посетил с пастырским визитом Римский папа Иоанн Павел II.

## Структура Католической церкви
Высшим коллегиальным органом Католической церкви в Индонезии является Конференция католических епископов Индонезии, в которую входят все иерархи церковных структур, действующих в стране. В настоящее время Католическая церковь в Индонезии состоит из 10 архиепархий, 27 епархий, одного военного викариата:
- Архиепархия Энде;
  - Епархия Денпасара, Епархия Ларантуки, Епархия Маумере, Епархия Рутенга;
- Архиепархия Джакарты;
  - Епархия Бандунга, Епархия Богора;
- Архиепархия Купанга;
  - Епархия Атамбуа, Епархия Веетебулы;
- Архиепархия Макасара;
  - Епархия Амбоины, Епархия Манадо;
- Архиепархия Медана;
  - Епархия Паданга, Епархия Сиболги;
- Архиепархия Мерауке;
  - Епархия Агатса, Епархия Джаяпуры, Епархия Маноквари-Соронга, Епархия Тимики;
- Архиепархия Палембанга;
  - Епархия Панкалпинанга, Епархия Танджункаранга;
- Архиепархия Понтианака;
  - Епархия Кетапанга, Епархия Сангау, Епархия Синтанга;
- Архиепархия Самаринды;
  - Епархия Банджармасина, Епархия Палангкараи, Епархия Танджунгселора;
- Архиепархия Семаранга;
  - Епархия Маланга, Епархия Пурвокерто, Епархия Сурабаи;
- Военный ординариат Индонезии.

## Источник
- Католическая энциклопедия, т. 2, изд. Францисканцев, М., 2005, ISBN 5-89208-054-4